# 4Pi 현미경

구조

4Pi 현미경(4Pi microscope)은 축 해상도가 향상된 레이저 스캐닝 형광현미경이다. 이를 통해 500~700nm의 일반적인 축 해상도 범위를 100~150nm로 향상할 수 있다. 이는 표준 공초점 현미경보다 부피가 5~7배 적은 거의 구형 초점에 해당한다.

## 역사
1971년에 크리스토프 크레머(Christoph Cremer)와 토마스 크레머(Thomas Cremer)는 완벽한 홀로그램, 즉 모든 방향의 점 광원 방출에 대한 전체 필드 정보를 전달하는 소위 4pi 홀로그램의 생성을 제안했다. 그러나 1978년의 출판물은 부적절한 물리적 결론(즉, 점 모양의 빛의 반점)을 도출했으며 입체각의 다른 면을 추가함으로써 얻을 수 있는 실제 이점인 축 해상도 증가를 완전히 놓쳤다. 4Pi 현미경의 실행 가능한 시스템, 즉 두 개의 반대 간섭 렌즈 설정에 대한 첫 번째 설명은 1991년 슈테판 헬에 의해 발명되었다. 그는 1994년에 이를 실험적으로 시연했다.
다음 해에 이 현미경의 적용 사례가 늘어났다. 예를 들어, 병렬 여기 및 샘플 내 64개 지점의 검출과 향상된 공간 분해능이 동시에 결합되어 2002년 4Pi 현미경을 사용하여 효모 세포의 미토콘드리아 역학을 성공적으로 기록했다. 현미경 제조업체인 라이카 마이크로시스템스(Leica Microsystems)에서 상용 버전을 출시했다. 2004년 이후 중단되었다.
지금까지 STED(유도방출감소) 원리와 같은 초해상도 기술을 결합하여 4Pi 현미경의 최고 품질에 도달했다. 적절한 여기 및 해제 빔이 있는 4Pi 현미경을 사용하면 균일하게 50 nm 크기의 스폿을 생성할 수 있었는데, 이는 고정 셀에서 공초점 현미경에 비해 150-200배 감소된 초점 부피에 해당한다. 4Pi 현미경과 RESOLFT 현미경을 전환 가능한 단백질과 함께 사용하면 이제 40 nm 미만의 등방성 해상도로 저조도에서 살아있는 세포의 이미지를 촬영할 수 있다.